# Tỉ trọng
Tỷ trọng là tỷ số giữa khối lượng riêng của một chất so với khối lượng riêng của chất đối chứng, thường là nước.
Tỷ trọng (RD) được tính như sau:
{\displaystyle RD={\frac {\rho _{\mathrm {substance} }}{\rho _{\mathrm {reference} }}}\,}
trong đó ρsubstance là khối lượng riêng của chất cần đo và ρreference khối lượng riêng của chất chuẩn (chất đối chứng).
- Theo TCVN: tỷ trọng được xác định ở 15 độ C
- Theo ASTM: tỷ trọng được xác định ở 60 độ F tức ở 15,6 độ